# ديفيد ماكي (مصرفي)
ديفيد ماكي (بالإنجليزية: David Mackie)‏ هو مصرفي أمريكي، ولد في 1836، وتوفي في 9 أغسطس 1910.